# Il cigno (film 1956)
Il cigno (The Swan) è un film del 1956 diretto da Charles Vidor tratto dalla commedia di Ferenc Molnár.

## Trama
Nel 1910, la principessa Alessandra, figlia di un ramo minore di una casa reale europea, viene esortata dalla madre ad accettare in sposo il cugino, il principe ereditario Alberto, affinché la loro famiglia possa riconquistare il trono che le era stato sottratto da Napoleone.
Alessandra cerca di attirare l’attenzione di Alberto, che però preferisce dormire fino a tardi, cacciare anatre e giocare a calcio con i due fratelli minori di lei. La madre della principessa la incoraggia allora a mostrare interesse per il precettore Nicholas Agi, nel tentativo di suscitare la gelosia di Alberto e spingerlo così a farle una proposta di matrimonio.
Agi, già attratto da Alessandra, accetta con entusiasmo l’invito al ballo d’addio del principe ereditario. Più tardi, durante una danza, Alberto sembra manifestare segni di gelosia, ma in realtà è più interessato a suonare la viola da gamba nell’orchestra.
In seguito, Agi confessa ad Alessandra i propri sentimenti. Lei gli rivela che tutto faceva parte di un piano per spingere Alberto a chiederle di sposarlo, e aggiunge di aver sospettato che anche lui provasse qualcosa per lei. Alessandra si rende conto di provare un sentimento sincero per Agi, ma lui la respinge.
Alberto viene a conoscenza della vicenda e ne resta un po’ sorpreso. Tra lui e Agi nasce uno scambio di insulti. Agi, infuriato, decide di andarsene la mattina seguente.
Alessandra, sconvolta, cerca di seguirlo, ma viene rifiutata nuovamente. La madre di Alberto, la Regina, sopraggiunge e, ascoltata l’intera storia, ne rimane sconvolta. Alberto dà la sua benedizione alla coppia e promette che, una volta salito al trono, permetterà loro di tornare nel paese. Nonostante ciò, Agi lascia comunque la villa senza Alessandra.
Alberto cerca di consolarla dicendole che è come un cigno: in acqua appare serena, ma sulla terraferma somiglia piuttosto a un’oca. Poi le offre il braccio, e insieme fanno ritorno alla villa.

## Produzione
Gli esterni furono girati a Biltmore Estate, considerato la casa privata più grande degli Stati Uniti d'America che fu costruita come un elegante castello di stile rinascimentale francese a fine Ottocento.